# Національний парк Мінамські Альпи

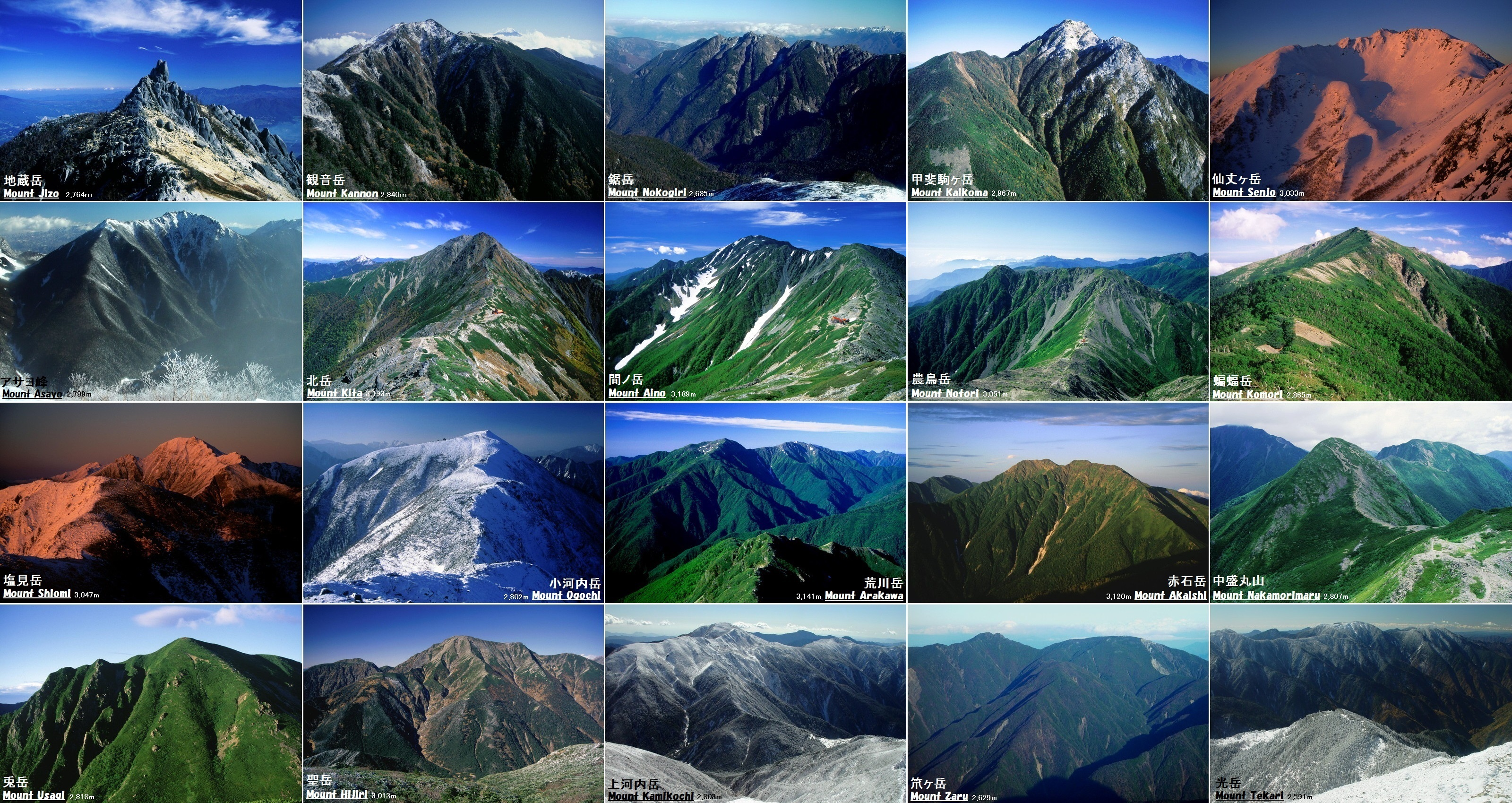
Кожна гора національного парку Мінамські Альпи

Національний парк Мінамські Альпи (яп. 南アルプス国立公園, Minami Arupusu Kokuritsu Kōen) — національний парк у горах Акаісі, регіон Тюбу, острів Хонсю, Японія.
Національний парк Мінамські Альпи був заснований 1 червня 1964 року. Він простягається вздовж кордону префектур Сідзуока, Яманасі та Наґано на довжину 55 кілометрів (34 миля) і максимальна ширина 18 кілометрів (11 миля) на загальну площу 358 квадратних кілометрів (138 миля2).
Парк є дуже гірським регіоном, центром якого є гори Акаісі з кількома відомими вершинами висотою понад 3000 метрів, зокрема Сендзьо-га-таке, Кіта-даке, Аіно-даке, Сіомі-даке, Аракава-таке, Акаісі-даке і Хідзірі-даке.
Парк також охороняє верхів'я річок Фудзі, Ої та Тенрю.
Флора парку представлена великими насадженнями бука японського, сосни японської та ялини тсуги звичайної. Найбільшою фауною є камосіка, а серед відомих видів птахів – куріпка. У парку мінімальні громадські об'єкти, і єдиний доступ — це альпінізм.
Інша велика фауна включає азіатського чорного ведмедя, кабана та оленя японського.

### Подальше читання
- Hunt, Paul. Hiking in Japan: An Adventurer's Guide to the Mountain Trails. Kodansha America (1988). ISBN 0-87011-893-5
- Southerland, Mary and Britton, Dorothy. The National Parks of Japan. Kodansha International (1995). ISBN 4-7700-1971-8ISBN 4-7700-1971-8